# Viewdle
«Viewdle» (укр. «В'юдл», рос. «Вьюдл») — українсько-американська компанія, що займається розробкою технологій розпізнавання осіб та різноманітних об'єктів мобільними пристроями. Компанія є експертом у галузі комп'ютерного зору.
«Viewdle» володіє унікальними алгоритмами виявлення та розпізнавання облич та пропонує засновані на них програми для кінцевого користувача та «SDK» (пакети програм для розробки додатків) для розробників програмного забезпечення. Розробки «Viewdle» повністю проводяться в Україні.
Технології розпізнавання осіб і об'єктів від «Viewdle» широко використовуються у пошукових технологіях, у 2011 р. «Google» запустила на основі цієї технології свій пошук за зображеннями, коли для запиту використовуються файли, які завантажуються у пошуковий рядок.
У 2014 році Google закрив компанію, українські програмісти переїхали до американського офісу Motorola Mobility

## Структура компанії
Головний офіс компанії знаходиться у Сан-Хосе, Каліфорнія, центр з розробки у Києві, Україна.
Основні дослідження та розробка програмного забезпечення відбуваються у Києві.
Один із засновників та науковий керівник Viewdle — професор Михайло Іванович Шлезінгер, головний науковий співробітник відділу розпізнавання образів МННЦ ІТС.

## Заснування компанії «Viewdle»
«Viewdle» було заснувано Єгором Анчишкіним і Юрієм Мусатенком, що побачили комерційну перспективу в розробках «Київського інституту кібернетики» в галузі розпізнавання зображень. Інвестиції було отримано від бізнесменів з американської діаспори, серед яких був колишній одесит та бізнесмен Юрій Фрайман, теперішній голова ради директорів «Viewdle».
У 2008 р. фонд «Anthem Venture Partners» купив 25% компанії за 2 млн доларів. У жовтні 2010 р. відбувся другий раунд інвестування — фонди «Qualcomm Ventures», «BlackBerry Partners Fund» та «Best Buy Capital» викупили додаткову емісію за 10 млн доларів, оцінивши компанію у 13,5 млн доларів.
Максим Школьник також має частку у «Viewdle».

## Купівля «Viewdle» компанією «Google»
У ніч з 24 на 25 вересня 2012 р. рада директорів «Viewdle» схвалила її поглинання компанією «Google». Корпорація «Google» купила 100% компанії «Viewdle». Офіційне оголошення про угоду планується зробити 2 жовтня 2012 р. керівництвом «Viewdle».
Сума угоди поки що не відома, але за оцінкою вона порівнянна з грошима, які «Google» заплатив за схожі компанії — німецьку «Neven Vision» (45 млн доларів) у 2006 р. та американську «PittPatt» (38 млн доларів) у 2011 р. Як і «Viewdle», ці стартапи розробляли технології розпізнавання образів.
У 2011 р. засновники «Viewdle» планували виручити від продажу компанії близько 30 млн доларів.
«Google» поки що не оголошувала про поглинання «Viewdle» та свої подальші плани. Поки невідомо, чи будуть співробітники працювати на корпорацію з України або переїдуть в один з R&D-центрів «Google» в Європі чи Америці.
Декілька років тому конкурент «Viewdle» компанія «Polar Rose» була куплена компанією «Apple».
На початку 2014 року компанія Viewdle була закрита американською корпорацією Google. Співробітники Viewdle переїхали до США, де увійшли в команду Motorola Mobility і Motorola ATAP group. Viewdle почали готувати до закриття одразу після завершення угоди. За словами Дениса Мелентьєва, який очолював український офіс, його контракт з компанією закінчився в жовтні. Саме до цього терміну він повинен був закрити підрозділ в Україні. Основна частина команди Viewdle переїхала до США після купівлі компанії і приєдналася до компанії Motorola Mobility, що належала Google до кінця 2014 року. (В подальшому Motorola Mobility була продана компанії Lenovo)  Ще кілька людей увійшли в підрозділ Motorola ATAP group..

## Продукти
- Мобільний додаток «SocialCamera» для OS Android — програма розпізнає друзів користувача в об'єктиві камери мобільного пристрою, додає ім'я та завантажує зображення у соціальні мережі чи відсилає їх електронною поштою або за допомогою MMS.
- Мобільний додаток «Third Eye» для OS Android — у цьому додатку вперше були поєднані «додана реальність» та технологія розпізнавання облич (дає змогу користувачеві стати часткою ролевої гри у симпатик-стилі, що розрахована на багатьох користувачів).

## Клієнти
- Британське агентство новин «Рейтерс» — пошук за відео.